# Dutrou-Bornier

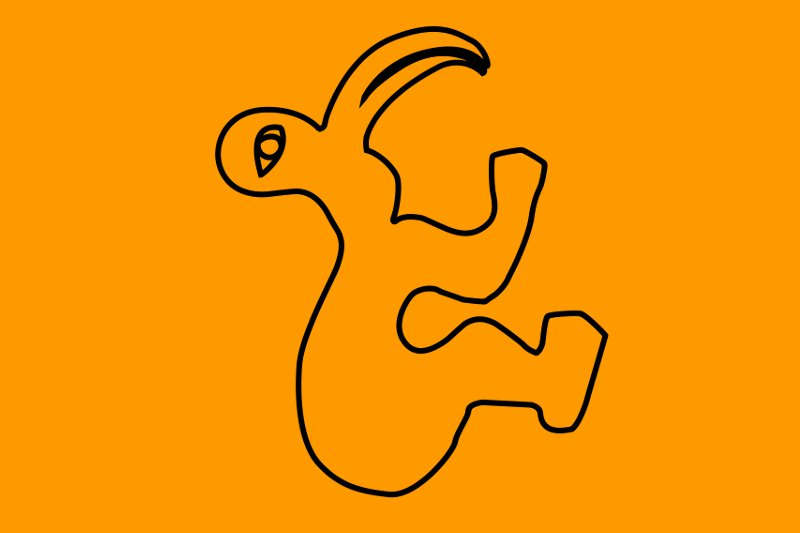
Una recreación de la bandera de Dutrou-Bornier.

Jean-Baptiste Onésime Dutrou-Bornier (Montmorillon, 19 de noviembre de 1834–Isla de Pascua, 6 de agosto de 1876) fue un marinero y comerciante francés que se estableció en la Isla de Pascua entre 1868 hasta su muerte en 1876. Junto a los misioneros de los Sagrados Corazones de Picpus y cuatro nativos rapanui fundaron un consejo de Estado que solicitó un protectorado a Francia. Al mismo tiempo, realizó compras de tierras consideradas fraudulentas por los misioneros, lo que ocasionó la disolución del consejo de Estado. A partir de 1871 Dutrou-Bornier comenzó a enviar trabajadores rapanui a las plantaciones de su asociado Jhon Brander en Tahití, contribuyendo al descenso demográfico de la isla Rapa Nui y transformó la isla en una granja de ovejas.

## Primeros años
Dutrou-Bornier trabajó como oficial de artillería en la Guerra de Crimea, y por 1860 se convirtió en un maestro marinero. Abandonó a su esposa y su hijo pequeño en Francia, y en 1865 compró un tercio de las acciones en la goleta Tampico. Navegó a Perú, donde fue arrestado, acusado de tráfico de armas y sentenciado a muerte. Liberado por la intervención del cónsul francés, navegó a Tahití, donde comenzó el reclutamiento de mano de obra de las islas de Polinesia para las plantaciones de coco.

## Llegada a la Isla de Pascua
En noviembre de 1866 Dutrou-Bornier transportó dos misioneros, Kaspar Zumbohm y Theodore Escolan, a la Isla de Pascua que se unirían a Hyppolite Roussel y Eugène Eyraud que se habían instalado unos meses antes.  Visitó la isla una segunda vez en marzo de 1867 e intentó reclutar trabajadores para la firma Steward de Tahití. En ese entonces amasaba enormes deudas debido al juego y, a raíz de algunos tratos fraudulentos, perdiendo su participación del Tampico. Adquirió el yate Aora'i, y llegó a Isla de Pascua en abril de 1868, donde el yate fue incendiado.
Instaló residencia en Mataveri, y junto a los misioneros comenzó a comprar lotes de tierras. En 1869 tomó como esposa a Koreto Pua Akurenga, esposa de un jefe rapanui. Intentó persuadir a Francia una segunda vez para instalar un protectorado. Ante la negativa de los misioneros de continuar firmando sus contratos de compra de tierras, que eran pagados con telas y otras bagatelas, formó una milicia indígena, encabezada por el matatoa Torometi, a quienes se les permitió abandonar el cristianismo y volver a sus antiguas creencias. Con rifles, un cañón, y quemas de casas, él y sus seguidores hicieron la guerra a los misioneros por varios años. Se declaró rey de Pascua nombrando a Koreto como reina. El título no tuvo ninguna legitimidad detrás de él y no es reconocido por los Rapanui o historiadores modernos.
Dutrou-Bornier logró que los misioneros abandonaran la isla en junio de 1871. A su partida, los misioneros transportaron a más de mitad de la población a Tahití y Mangareva. 277 rapanui abandonan la isla en dicha ocasión. Dutrou-Bornier convierte la isla en un rancho de ovejas. Con la partida de los misioneros en 1871, la isla quedó poblada por alrededor de 175 rapanui, mayoritariamente ancianos. Seis años más tarde, quedaban solo 111 personas en la isla y más de 300 repartidos entre Tahití y Mangareva.

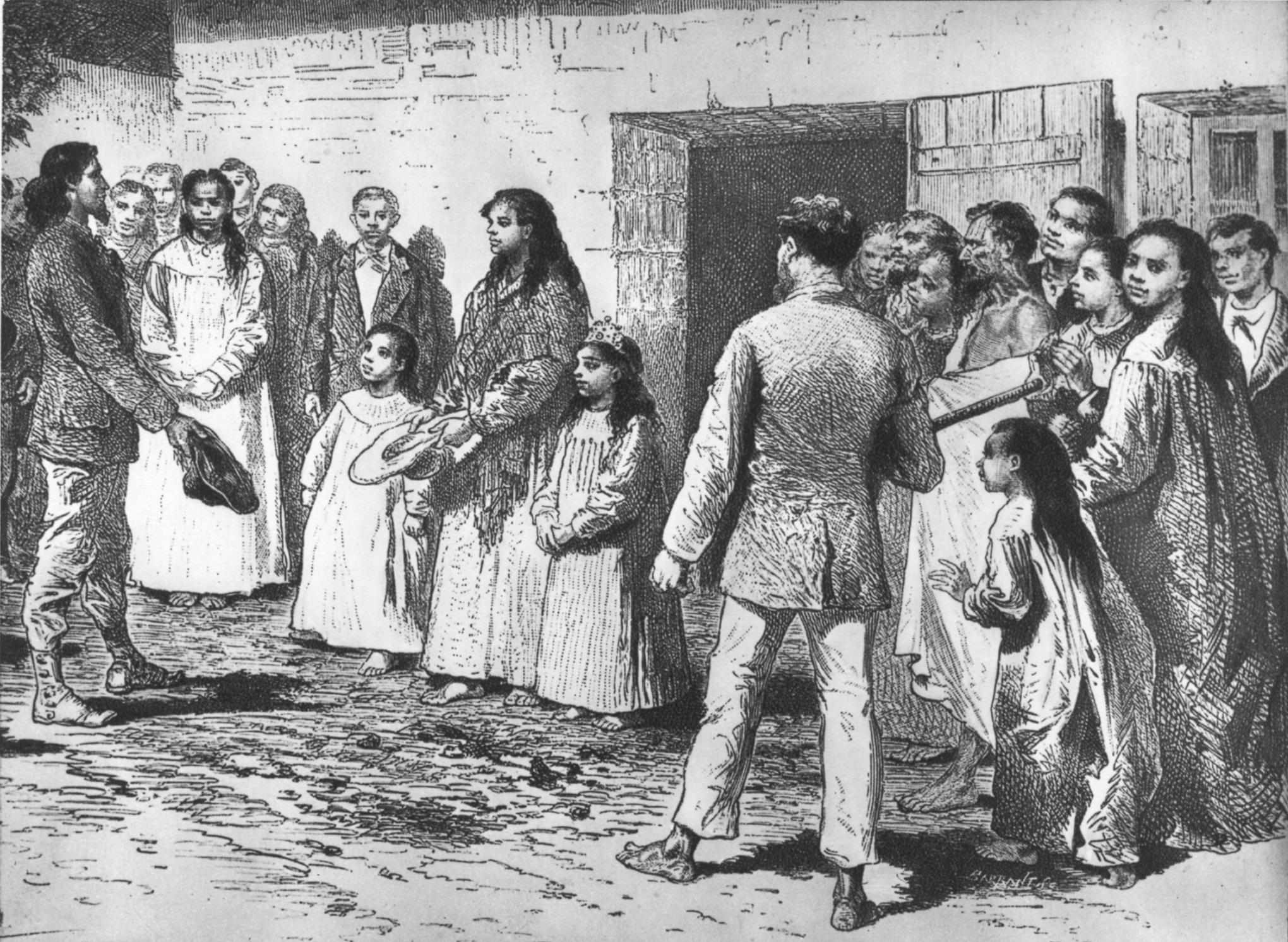
"Reina madre" Koreto con sus hijas Caroline y Marta en 1877

## Muerte
Dos versiones existen sobre la muerte de Dutrou-Bornier. La primera, oficializada por los escritos franceses en la pluma de Alphonse Pinart, señala un accidente, una caída mortal de su caballo. La segunda versión, popularizada por la tradición oral rapanui, indica que fue asesinado en una discusión sobre un vestido, aunque su secuestro de chicas preadolescentes también pudo haber motivado a sus asesinos.

## Legado
Dutrou-Bornier fue el primero en concebir el potencial ganadero de Isla de Pascua, actividad que será desarrollada más tarde por otros. Los títulos de propiedad de tierras a nombre de Dutrou-Bornier, si bien realizados de manera fraudulenta, fueron la base para las negociaciones chilenas de la anexión de la isla. El gobierno de Chile adquiere los títulos de la misión católica y de la sociedad Brander-Dutrou-Bornier. Las transacciones de tierra donde complicaran la historia de la isla para las próximas décadas.
La explotación ovina continuó realizándose después de la muerte de Dutrou-Bornier, por su asociado Alexander Salmon, y luego por los hermanos Toro (artífices de la anexión). Y luego, por un empresario franco chileno. A partir de 1903, el rancho ovejero será arrendado por la Compañía Explotadora de Isla de Pascua (CEDIP), filiar de la transnacional Williamson and Balfourd, de capitales escoceses. La CEDIP administró el rancho hasta 1953.
Su esposa francesa reclamará las propiedades como herencia, sin conseguirlo. 
Dutrou-Bornier dejó descendientes en Francia, de su legitima esposa, en Tahití de su primera mujer polinesica y en Rapa Nui. Sus dos hijas que tuvo con Koreto, fundarán dos de las actuales familias de Rapa Nui.